# 秘魯擬無齒脂鯉
秘魯擬無齒脂鯉，為輻鰭魚綱脂鯉目脂鯉亞目無齒脂鯉科的其中一個種，分布於南美洲秘魯希拉河與皮乌拉河流域，體長可達12.7公分，棲息在底層水域，以生活習性不明。